# Делагарди, Аксель Габриэль
Граф Аксель Габриэль Делагарди (швед. Axel Gabriel De la Gardie; 1772—1838) — шведский военный и государственный деятель.

## Биография
Родился  23 ноября 1772 года в Стокгольме в семье графа Понтуса Фредрика Делагарди и его жены баронессы Хедвиге Еве Делагарди.
Делагарди участвовал в Русско-шведской войне 1788-1790 годов, дослужившись до звания капитана. 
Затем с 1791 года находился при королевском дворе: был uppvaktande kavaljer у принца Фредрика Адольфа и в том же году стал камергером Софии Магдалены. 
В 1809 году он получил военный чин полковника, и с 1811 по 1838 год был губернатором округа Кристианстад.
Умер 15 января 1838 года в замке Maltesholms в муниципалитете Кристианстад округа Сконе.

### Награды
- Орден Меча, рыцарский крест (RSO1kl) (16 ноября 1799)
- Орден Полярной звезды, командорский крест со звездой (большой крест) (KmstkNO) (11 мая 1818)
- Орден Карла XIII (RCXIII:sO) (28 января 1825)

### Семья
Аксель Габриэль Делагарди был женат дважды:
- 9 июля 1801 года женился на Кристине Густаве Рамель (Christina Gustava Ramel, 1783—1819). Их дети: Hedvig, Pontus, Magnus Gabriel, Ebba и Axel Jakob.
- 27 ноября 1821 года во второй раз женился на Марии Густаве Адлербельке (Maria Gustava Adlerbielke, 1794—1877). Их дети: Christina, Robert, Carl Gustaf и Gabriella Augusta.